# Partie polityczne Litwy
Partie polityczne Litwy tworzą system wielopartyjny.

## Partie reprezentowane w Sejmie
- Akcja Wyborcza Polaków na Litwie (Lietuvos lenkų rinkimų akcija, AWPL/LLRA)
- Litewska Partia Socjaldemokratyczna (Lietuvos Socialdemokratu Partija, LSDP)
- Partia Pracy (Darbo Partija, DP)
- Ruch Liberalny Republiki Litewskiej (Lietuvos Respublikos Liberalų sąjūdis, LRLS)
- Związek Ojczyzny – Litewscy Chrześcijańscy Demokraci (Tėvynės sąjunga – Lietuvos krikščionys demokratai, TS-LKD)
- Litewski Związek Rolników i Zielonych (Lietuvos valstiečių ir žaliųjų sąjunga, LVLS)

## Niektóre pozostałe partie
- Droga Odwagi (Drąsos kelias, DK)
- Litewska Partia Centrum (Lietuvos centro partija, LCP)
- Litewska Partia Ludowa (Lietuvos liaudies partija, LLP)
- Młoda Litwa (Jaunoji Lietuva, JL)
- Socjalistyczny Front Ludowy (Socialistinis liaudies frontas)
- Sojusz Rosyjski (Rusų aljansas, RA)
- Partia Postępu Narodowego (Tautos Pažangos partija, TPP)
- Związek Litewskich Narodowców (Lietuvių tautininkų sąjunga, LTS)
- Związek Rosjan Litwy (Союз русских Литвы, СРЛ, Lietuvos rusų sąjunga, LRS)

## Wybrane partie, które zakończyły działalność (po 1990)
- Chrześcijańsko-Konserwatywny Związek Socjalny (Krikščionių konservatorių socialinė sąjunga, KKSS)
- Komunistyczna Partia Litwy (Lietuvos komunistų partija, LKP)
- Liga Republikańska (Respublikonų lyga, LR/RL)
- Litewska Demokratyczna Partia Pracy (Lietuvos Demokratine Darbo Partija, LDDP)
- Litewska Partia Chłopska (Lietuvos valstiečių partija, LVP)
- Litewska Partia Demokratyczna (Lietuvos demokratų partija, LDP)
- Litewska Partia Narodowo-Demokratyczna (Lietuvos nacionaldemokratų partija, LNDP)
- Litewski Związek Socjaldemokratów (Lietuvos socialdemokratų sąjunga, LSDS)
- Litewscy Chrześcijańscy Demokraci (Lietuvos Krikščionys Demokratai, LKD)
- Litewski Związek Centrum (Lietuvos centro sąjunga, LCS)
- Litewski Związek Liberałów (Lietuvos liberalų sąjunga, LLS)
- Litewski Związek Prawicy (Lietuvos dešiniųjų sąjunga, LDS)
- Litewski Związek Więźniów Politycznych i Zesłańców (Lietuvos politinių kalinių ir tremtinių sąjunga, LPKTS)
- Nowocześni Chrześcijańscy Demokraci (Modernieji krikščionys demokratai, MKD)
- Nowy Związek (Socjalliberałowie) (Naujoji sąjunga (socialliberalai), NS)
- Ojczyźniana Partia Ludowa (Tėvynės liaudies partija, TLP)
- Partia Chrześcijańska (Krikščionių partija, KP)
- Partia Demokracji Obywatelskiej (Pilietinės demokratijos partija, PDP)
- Partia Nowej Demokracji (Naujosios demokratijos partija, NDP)
- Partia Wskrzeszenia Narodowego (Tautos prisikėlimo partija, TPP)
- Porządek i Sprawiedliwość (Tvarka ir teisingumas, TT)
- Związek Chrześcijańskich Demokratów (Krikščionių demokratų sąjunga, KDS)
- Związek Liberałów i Centrum (Liberalų ir Centro Sąjunga, LiCS)
- Związek TAK (Sąjunga TAIP (Tėvynės atgimimas ir perspektyva))